# Караван-сарай (Оренбург)
Оренбу́ргский Карава́н-сара́й (баш. Каруанһарай) — историко-архитектурный комплекс в г. Оренбурге (Российская Федерация). Был построен в 1837—1846 годах на добровольные пожертвования для размещения канцелярии командующего Башкиро-мещерякским войском, гостиницы для башкир и мишар, приезжавших в Оренбург «по своей надобности и по делам службы», мастерской и школы для башкир. Историко-архитектурный комплекс состоит из Башкирского народного дома и мечети. Оригинальный проект архитектора Александра Брюллова был разработан как стилизация под традиционный башкирский аул: центральная доминанта ансамбля — восьмиугольная мечеть.

## Строительство Караван-сарая

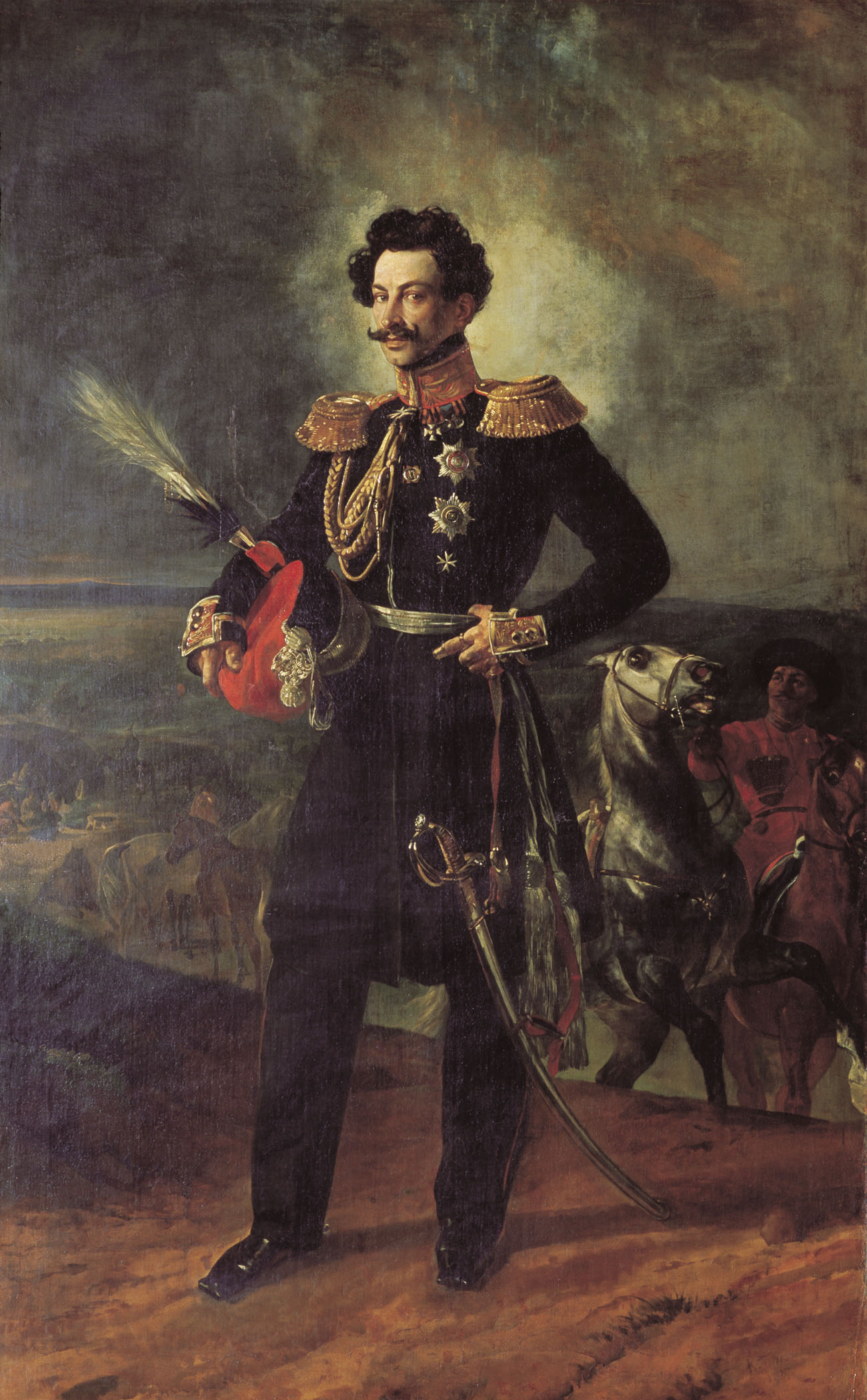
Василий Алексеевич Перовский, в 1833-42 годах оренбургский военный губернатор.

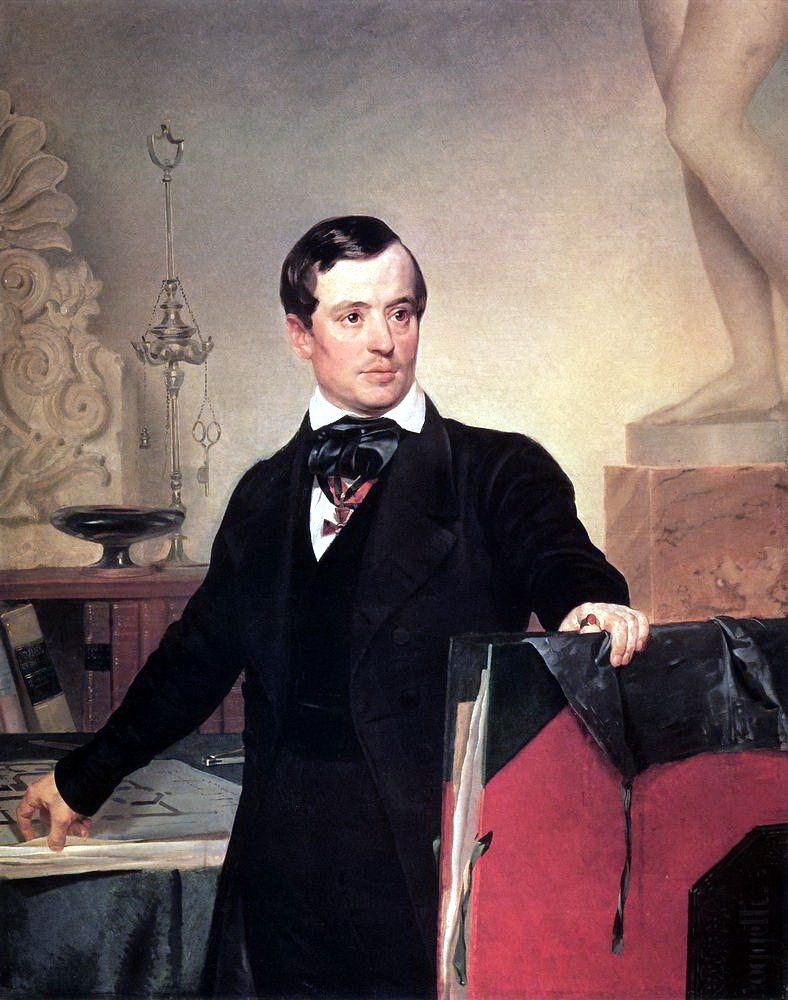
А. П. Брюллов

В первой половине XIX века в Оренбурге размещалось командование Отдельного Оренбургского корпуса в состав которого входили Башкиро-мещерякское войско, Оренбургского казачье войско, Ставропольское калмыцкое войско, Уральское казачье войско. Вследствие этого кантонные начальники и другие чиновники, часто приезжали в Оренбург по служебным делам. Также на службу в Оренбург ежегодно прибывал небольшой контингент иррегулярных войск. Однако с 1822 года жители Оренбурга были освобождены от постойной повинности, что делало проблему обеспечения приезжающих жилищем актуальной. Для решения части этой проблемы оренбургский военный губернатор В. А. Перовский решил построить специальное помещение. В своём обращении к начальникам башкирских и мещеряцких кантонов 20 апреля 1836 года он отмечал, что «приезжающие в Оренбург по своей надобности и по службе башкиры и мишари не имеют никакого пристанища в городе» и призывал их сделать пожертвования для строительства в Оренбурге «постоялого двора или Караван-Сарая».
Оренбург в первой половине XIX века являлся крупным азиатско-российским торговым центром, поэтому было важно, чтобы предполагаемый к сооружению комплекс зданий не вызывал у приезжающих каких-либо негативных ассоциаций, а имел привычные для их восприятия внешние контуры. Это предопределило требования к сооружению. Проектировщики должны были спроектировать «…дом для войсковой канцелярии башкирского войска, мечеть с минаретом, помещение для приезжающих в Оренбург башкирских чиновников и нижних чинов, мастерские. Все эти строения каменные, и назначение их заставляет желать, чтобы наружная архитектура приближалась сколько можно к азиатскому вкусу».
Первоначально предполагалось разместить комплекс в крепости. При этом казарма для приезжающих башкир и мещеряков должна была помещать до 20 чиновников, помещаемых по два и более человек в каждой комнате, а для нижних чинов должны были быть организованы одна или две большие комнаты, которые могли вместить до 100 человек. При этих помещениях должна была быть общая кухня.
Осенью 1836 года подготовка проектов была поручена двум архитекторам: М. П. Коринфскому и А. П. Брюллову. Из предложенных проектов был отклонён проект М. П. Коринфского, так как по мнению В. А. Перовского, предложенный архитектором облик комплекса не соответствовал его назначению. Проект А. П. Брюллова был утверждён 19 января 1837 года.
При активном участии башкир были осуществлены сбор основных средств и строительство комплекса. Изготовление строительных материалов, их транспортировку и все остальные строительные работы также выполняли башкиры. В отдельные периоды в работах участвовало более 1 тыс. башкир с лошадьми. В журнале «Русская старина» за 1896 год сказано, что все постройки производились башкирами, назначаемыми из полков и кантонов: «Необходимый для строений лес сплавлялся из Башкирии по реке Сакмаре башкирами. Камень и известь также вырабатывались ими в 20 вёрстах от Оренбурга на Гребенской горе».
Завершение строительства основного корпуса Караван-сарая относится к 1842 году. Некоторые помещения верхнего этажа были закончены ещё раньше, и в декабре 1841 года в них уже разместилась канцелярия командующего Башкиро-мещерякским войском. Строительство мечети и минарета было завершено в 1842 (по другим данным — в 1844) году. Много времени заняла внутренняя отделка мечети и наружная облицовка минарета изразцами.
Торжества по случаю открытия Караван-сарая были приурочены ко дню рождения царя Николая I и состоялись 30 августа 1846 года. Был устроен грандиозный праздник, организовано угощение, состоялись традиционные башкирские скачки. Был отслужен молебен в мечети (первый мулла — Гатаулла Алтынгузин; присутствовало около 3,5 тыс. прихожан).

## Дальнейшая история

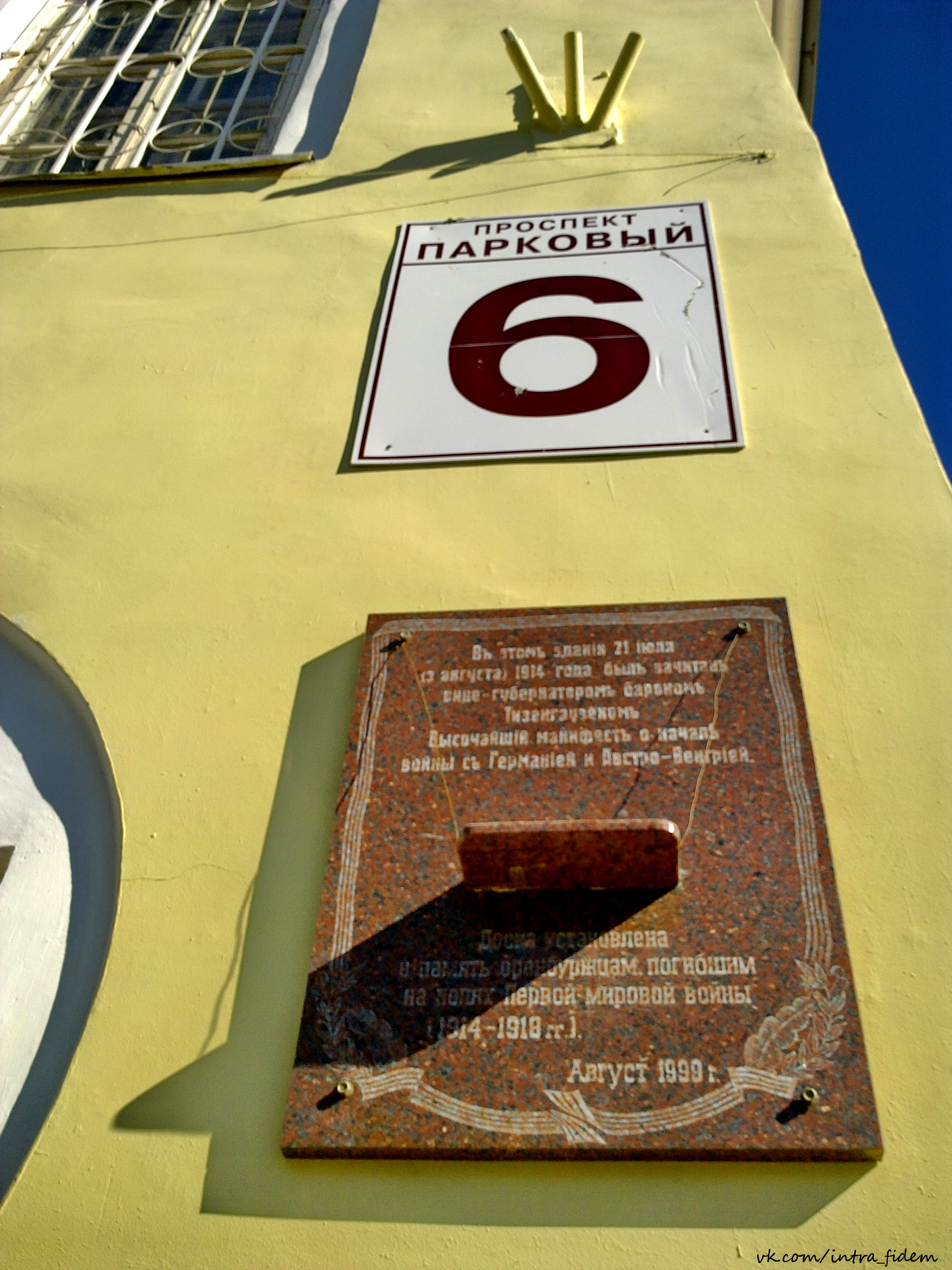
Доска оренбуржцам, погибшим на полях Первой мировой войны

До 1865 года Караван-сарай служил по своему назначению — в нём располагалась канцелярия Башкирского казачьего войска и одновременно обучались башкирские дети.
После ликвидации управления Башкирским войском в 1865 году Караван-Сарай был незаконно отобран у башкирского народа. По распоряжению губернатора В. Обручева в здании были размещены квартира и канцелярия начальника Оренбургской губернии, губернские присутственные места, комиссия по размежеванию башкирских земель. Для служителей мечети были оставлены две небольшие квартиры. Это вызвало возмущение башкир, под жалобой о возвращении незаконно отнятого Караван-Сарая подписалось около 10 тыс. человек.
В 1867 году губернатор Н. А. Крыжановский ходатайствовал о переносе мечети и минарета в другое место, ссылаясь на недопустимость соседства губернских учреждений с мусульманскими культовыми заведениями. Министерство внутренних дел, опасаясь народных волнений, не дало на это разрешения.
II Всебашкирский съезд, проходивший в Оренбурге с 20 по 27 июля 1917 год, специально обсудил вопрос о возврате башкирам отнятого у них царским правительством: Караван-Сарая и вынес постановление: «Караван-Сарай как здание, построенное башкирами…, съезд объявляет национальной собственностью башкирского народа».

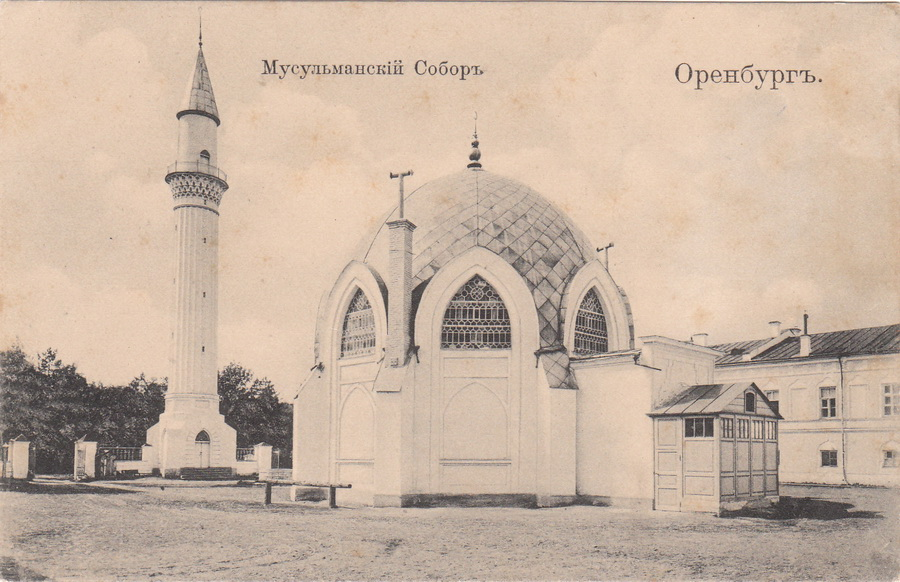
Караван-Сарайская мечеть. 1913 год

На курултае башкир в августе 1917 года был поднят вопрос о возврате Караван-сарая башкирам: «Потребовать, чтобы „последний был освобождён и представлен Центральному шуро“, поручить президиуму заявить об этом Керенскому и Оренбургскому комиссару»
С 16 ноября 1917 года по 14 февраля 1918 года в Караван-Сарае размещалось Башкирское областное (центральное) шуро.
Председатель бывшего Башкирского областного бюро и член Комиссариата по делам мусульман при Наркомнаце Ш. Манатов в январе 1918 г. беседовал по этому вопросу с В. И. Лениным. В. И. Ленин с большим интересом и участием рассмотрел проект декрета о возвращении Караван-сарая башкирам; он спросил: «Караван-Сарай до сих пор ещё не возвращён башкирам?». И тут же сказал: «Надо его скорее отдать». Прочитав подготовленный проект, он вставил между словами «Башкирский дом» слово «народный».

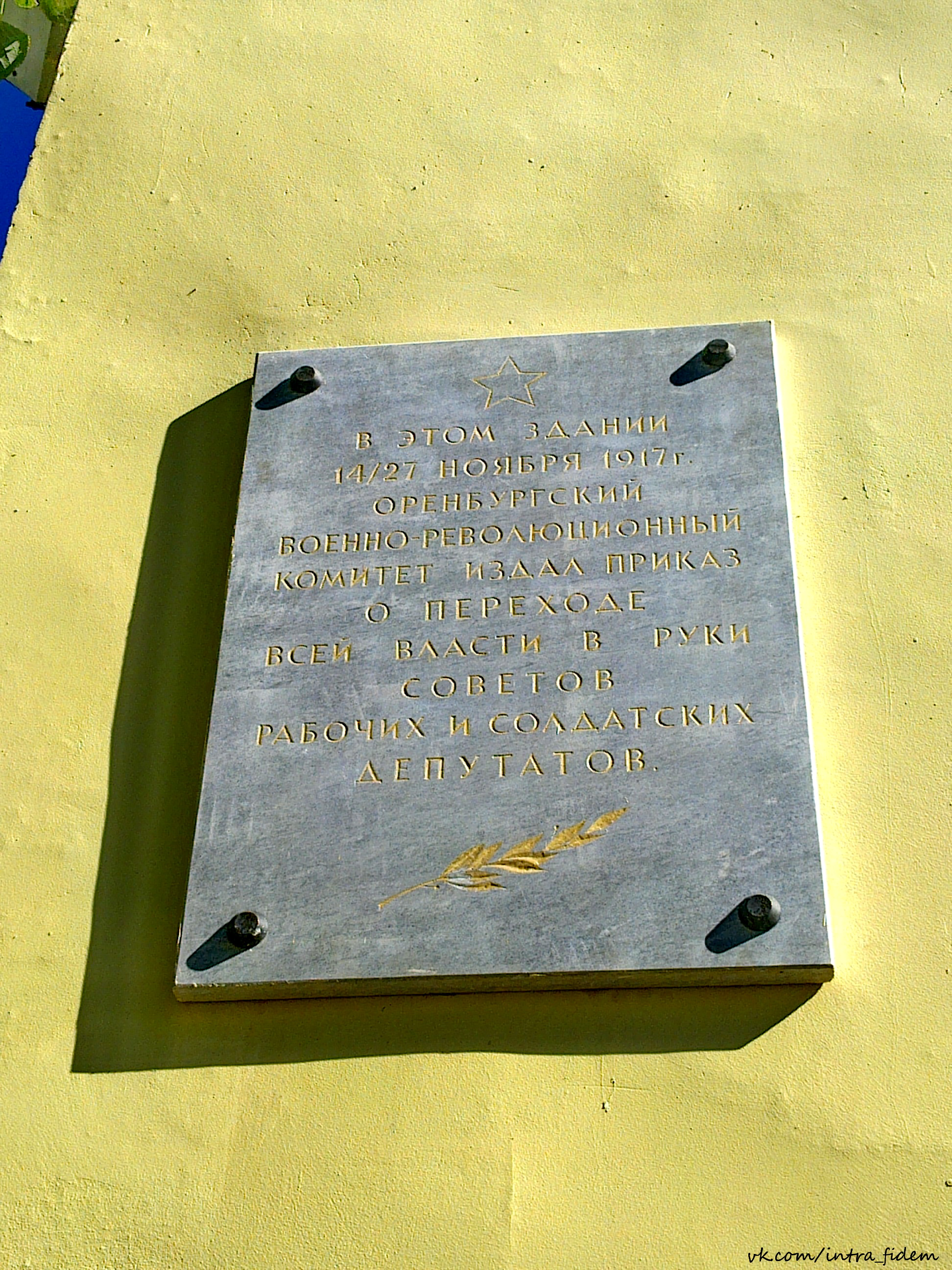
Мемориальная доска о переходе всей власти в руки Советов

Декрет о возвращении Караван-сарая башкирам был принят по указанию В. И. Ленина в феврале 1918 года Народный Комиссариат по делам национальностей 6 февраля 1918 года послал в адрес исполнительного комитета Оренбургского Совета рабочих и солдатских депутатов, телеграмму: «Просим опубликовать во всеобщее сведение, что по решению Народного Комиссариата по делам национальностей Башкирский народный дом и мечеть под названием „Караван-Сарай“ в Оренбурге передаётся в полное распоряжение башкирского трудового народа в лице областного Совета башкир».
С августа по ноябрь 1918 года в Караван-сарае вновь разместились Башкирское правительство и его войсковые учреждения.

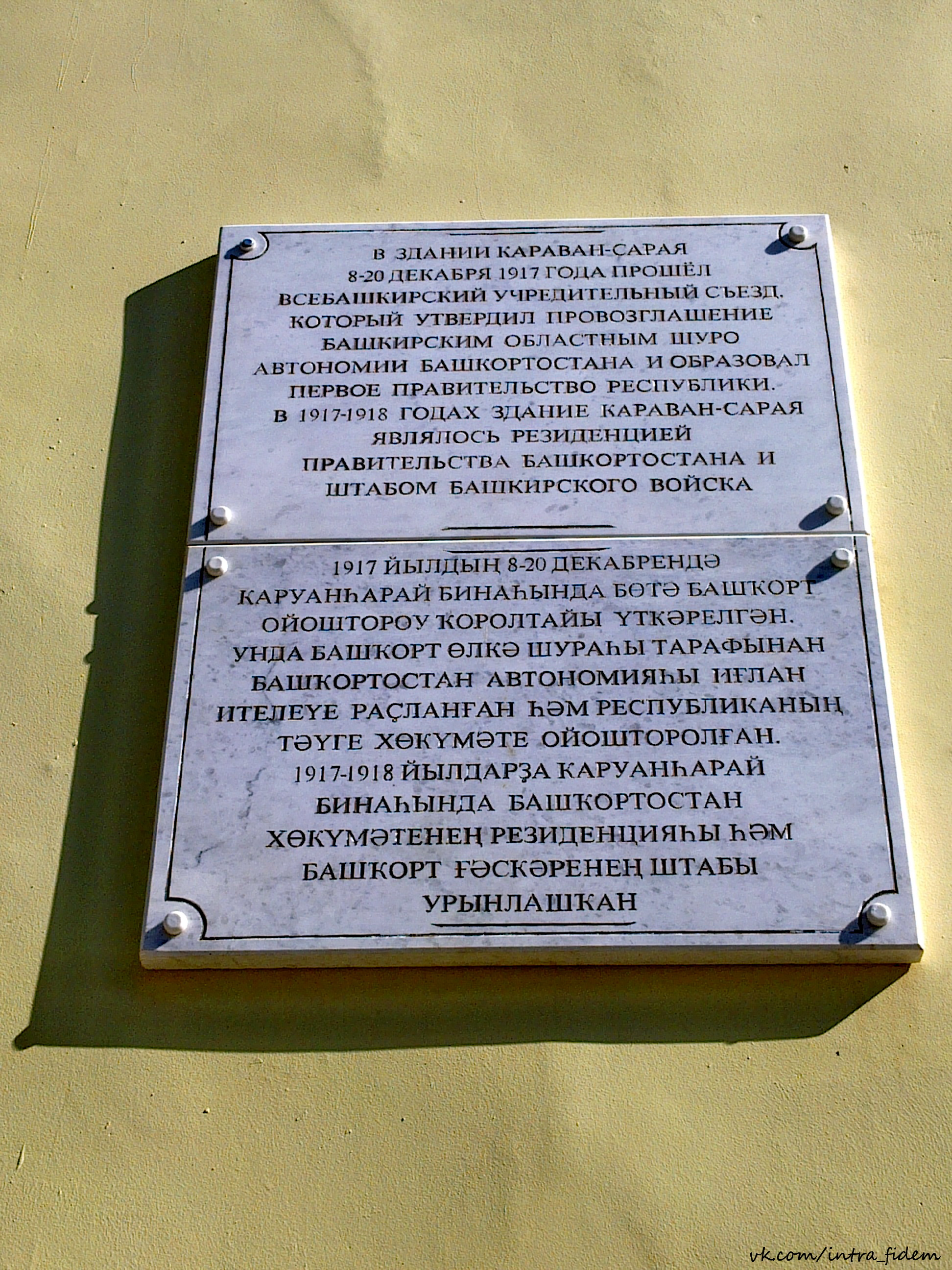
Доска о Всебашкирском учредительном съезде

В 1920 году в здании Караван-сарая был открыт Башкирский институт народного образования, преобразованный позже в Башкирский педагогический техникум.
В сентябре 1924 года архитектурный комплекс (кроме помещения педагогического техникума, оставленного в ведении Башнаркомпроса) был передан Оренбургской губернии, входившей тогда в Киргизскую АССР (часть территории которой сегодня входит в состав Казахстана), а в 1934 года, с образованием области, — Оренбургской области.
В 1936—91 в здании мечети функционировал планетарий.
В соответствии с постановлением Совета Министров РСФСР от 30 августа 1960 года № 1327 «Караван-Сарай» отнесён к категории памятников архитектуры государственного значения.
В течение многих лет башкиры поднимали вопрос о возврате Караван-сарая в собственность Башкортостана. 10 июня 1989 года было создано Оренбургское областное башкирское культурно-просветительское общество «Караван-сарай», одной из основных задач которого стояло возвращение комплекса Караван-Сарай его законному владельцу — башкирскому народу.
С конца 80-х годов XX века башкирская общественность стала поднимать вопрос о передаче Караван-сарая народу. Эти требования нашли отражение в Обращении адресованном руководству Оренбургской области принятом 18 декабря 1989 года на 1 (IV) съезде Башкирского народного центра «Урал», в котором говорилось о необходимости превращения Караван-Сарая в культурный центр башкир Оренбургской области.
Этот же вопрос обсуждался и на собрании башкирской общественности города Уфы и республики, созванном 10 мая 1990 года по инициативе Башкирского народного центра «Урал» и Клуба башкирской культуры «Актирма». В резолюции собрания отмечалось: «Добиться, чтобы обком КПСС, Совет Министров БАССР, творческие союзы взяли под свою защиту и контроль удовлетворение духовных и культурных запросов башкир, проживающих в других областях и республиках страны. Войти руководящим органам республики в связь с соответствующими органами соседних областей и республик для урегулирования вопросов оказания помощи в деле обеспечения культурно-языковых потребностей башкирского населения. Достичь реализации требований башкирского народа по возвращению ему Караван-сарая — башкирского народного дома».
В Договоре от 19 апреля 1990 года о взаимном сотрудничестве между Оренбургской областью и Башкирской АССР был зафиксирован пункт о необходимости оказать содействие и помощь Оренбургскому горисполкому в возвращении башкирской общественности Башкирского Народного дома «Караван-сарай», восстановления в нём Башкирского педучилища и размещения Центра башкирской культуры.
Однако администрация Оренбургской области не активизировала работу в этом направлении. Поэтому II (V) Всесоюзный съезд башкирского народа (22-23 февраля 1991 года) принял специальную Резолюцию о башкирском народном доме Караван-Сарай в г. Оренбурге. В резолюции отмечалось: «Неоднократные обращения башкирской общественности и Совета Министров БССР к руководству области и города не находят понимания с их сторон. Ссылка руководителей области на всякие трудности ничем не оправданы, ибо нет объективных причин для принятия решения о передаче Дома башкирскому народу ещё до освобождения его от поселившегося там учреждения. Выражая волю башкирского народа, V Всесоюзный Башкирский народный съезд требует от руководителей Оренбургской области и города незамедлительно решить вопрос о возвращении Башкирского народного Дома Караван-Сарай его хозяину — башкирскому народу. Только ему должно принадлежать право решать, как использовать в дальнейшем этот архитектурный комплекс. Скорее всего, башкирская общественность примет решение об организации здесь башкирского общественного и культурного центра. V Всесоюзный народный съезд заявляет, что Оренбургские власти не имеют права распоряжаться в чужом доме и рассуждать, кого пустить в этот дом, что там организовать и т. д. Словам В. И. Ленина о возвращении дома башкирскому народу — нет альтернативы. От имени башкирского народа съезд заявляет, что народ оставляет за собой право организовать массовые выступления за восстановление своего права собственности на Караван-Сарай, вплоть до применения других методов воздействия».
В соответствии с решением съезда в 1992—1994 годах в г. Оренбурге перед Караван-Сараем по инициативе Оренбургского областного башкирского центра «Караван-Сарай» и при участии представителей башкирских общественно-политических организаций Республики Башкортостан прошли митинги, требующие передать Караван-Сарай башкирскому народу.
В это же время к решению вопроса подключились руководство Республики Башкортостан. В мае 1992 года Совет Министров Республики Башкортостан обратился к главе администрации Оренбургской области В. В. Елагину с просьбой рассмотреть вопрос о возвращении Караван-сарая башкирскому народу и заявил о готовности взять на себя возмещение расходов по реставрации комплекса.
25 мая 1994 года между Правительством РФ и Правительством Республики Башкортостан было подписано соглашение, по которому предполагалось, что комплекс Караван-Сарай в городе Оренбурге, включая здание мечети с земельным участком, станет объектом государственной собственности Республики Башкортостан на территории Российской Федерации после согласования с органами исполнительной власти Оренбургской области..
В сентябре 1996 года, во время проведения Дней Республики Башкортостан в Оренбургской области, приуроченных к празднованию 150-летия со дня открытия Караван-Сарая, было подписано соглашение о совместном использовании историко-архитектурного памятника «Караван-Сарай».
В 2006 году президент Башкортостана М. Г. Рахимов в приветственном обращении участникам межрегиональной научно-практической конференции «Этническая история и духовная культура башкир Оренбуржья», посвящённой 160-летию со дня основания историко-культурного комплекса «Караван-Сарай» в городе Оренбурге говорил:
«В истории каждого народа есть особые ценности, которые наиболее полно отражают его национальный дух. Таким воплощением духа башкирского народа стал Караван-Сарай.

Построенный башкирами на добровольные пожертвования, собранные ими для размещения формирующихся в г. Оренбурге башкирских военных команд, училища для мальчиков-башкир и войсковой мечети, этот уникальный историко-архитектурный памятник — национальная гордость башкирского народа».
В настоящее время в историко-архитектурном комплексе располагается Торгово-промышленная палата Оренбургской области и другие организации, действует мечеть. Мечеть используется мусульманским религиозным объединением «Караван-Сарай».

## Архитектура Караван-сарая
Караван-сарай изначально был построен в отдалении от города, на свободной площадке, но со временем оказался в окружении жилых кварталов Оренбурга. На отведённом участке был разбит окружённый каменным забором парк, который к настоящему времени не сохранился в прежних границах. Комплекс зданий представлен основным корпусом, мечетью и минаретом. В основу планировочной структуры положен приём планировки зданий с внутренним двором, имеющим прямоугольную форму и полуоткрытым в одну сторону. Мечеть и минарет вписаны в контур основного корпуса и расположены на главной оси его симметрии таким образом, что восьмиугольная в плане мечеть образует центр композиции, а минарет закрепляет ось ансамбля со стороны въезда во двор. В объёмно-пространственном решении комплекса использован приём противопоставления энергичной вертикали минарета спокойной горизонтали главного корпуса.
В то же время Б.Г. Калимуллин отмечает, что такая композиция плана не вызвана ни назначением помещений, ни соображениями компактной планировки. Он предполагает, что подобная схема была выбрана потому что напоминала схемы устройства летних башкирских аулов, в которых жилища располагались таким образом, что образовывали близкую к кругу или овалу линию плана, а в центре располагалось жилище старейшины. В результате аул представлял собой своеобразный  полузамкнутый коллективный двор, с объединяющим смысловым центром, на который ориентировались все выходы из отдельных жилищ .

### Основной корпус
Основной корпус Караван-сарая является наиболее крупным по площади и объёму зданием комплекса. Его составляют пять связанных воедино одновысотных объёмов, образующих в плане П-образную форму. К центральному объёму, составляющему задний план здания, примыкают два боковых крыла, к которым, в свою очередь, перпендикулярно примыкают два оставшихся объёма, составляющие передний план композиции. Подобное расположение объёмов основного корпуса образует внутренний парадный двор, имеющий прямоугольную форму, близкую к квадрату (48 × 53 м) полуоткрытый в южную сторону и отделённый от улицы двумя воротами.
В конструктивном плане основной корпус Караван-сарая решён просто. Наружные и внутренние стены задания сделаны из обожжённого красного кирпича на известковом растворе. Большая часть междуэтажных перекрытий выполнена из кирпичных крестовых сводов, опирающихся на наружные капитальные стены и внутренние столбы. Часть перекрытий — плоская по деревянным балкам. Для внутренней связи между этажами сделаны пять лестниц, заключённых в капитальные стены. Капитальные стены как снаружи, так и внутри оштукатурены и окрашены.
В основном корпусе объединены разные по характеру и назначению многочисленные помещения. Планом предусмотрено размещение здесь училища для башкирских детей с образцовыми мастерскими (слесарной, кузнечной, столярной, малярной, шорно-седельной и пр.), квартиры для командующего башкирским войском, для временного проживания приезжающих из районов башкир и для обслуживающего персонала.
Помещения имеют простую, рациональную планировку, соответствующую назначению помещений, и скромную отделку, выполненную с соблюдением экономии материальных и декоративных средств. Многие помещения основного корпуса являются проходными, что позволило архитектору свести площадь коридоров к минимуму. В здании предусмотрено печное отопление, осуществляемое с помощью прямоугольных печей установленных в удобных местах. 
Объединение в одном здании разнохарактерных помещений потребовало организации отдельных изолированных входов в здание. Со стороны внутреннего парадного двора равномерно размещено тринадцать таких входов: три на восточной стороне, пять на северной стороне, три на западной стороне и по одному на торцах, ориентированных в сторону въезда.
К основному корпусу с восточной и западной сторон примыкали особые дворы, служащие для хозяйственных нужд (конюшня, каретник, ледник и т. д.), сообщение с которыми осуществлялось через устроенные в первых этажах в каждую сторону арки-проходы. В хозяйственные дворы были предусмотрены специальные въезды.

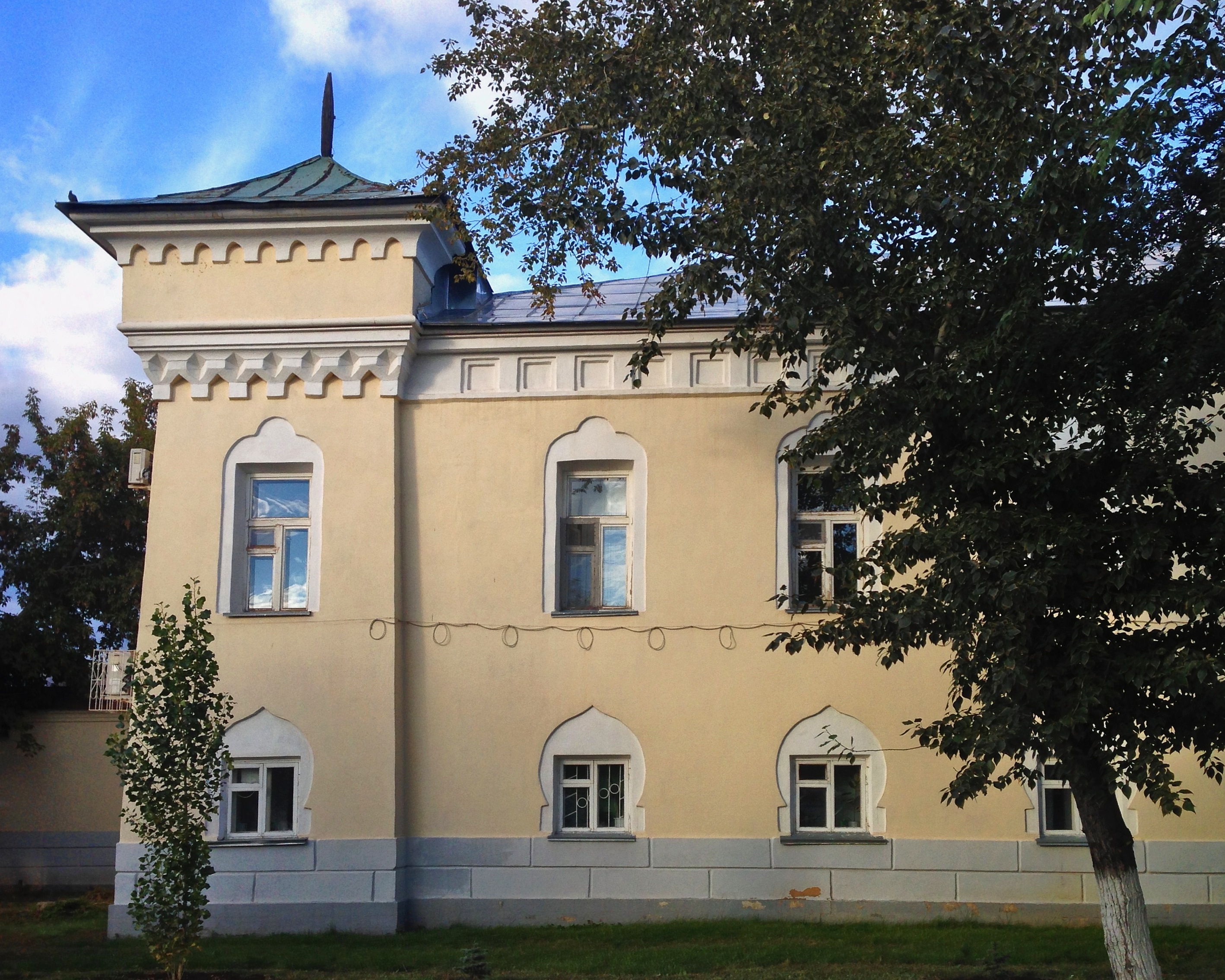
Внешний фасад основного корпуса

Фасады здания решены по-разному. Поверхность стен внешних фасадов оставлена гладкой за исключением редких оконных проёмов. Углы главного фасада акцентированы сужающимися кверху ризалитами, верхняя часть которых оформлена своеобразным сталактитовым фризом, а над карнизом поднимаются лёгкие четырёхскатные островерхие крыши. Эти башенки подчёркивают общую вертикальную устремлённость сооружения. Другие внешние фасады решены более сдержано, однако и их углы отмечены возвышениями небольших башенок.
Внутренние фасады решены простыми средствами. Они разбиты по высоте на две почти равные части горизонтальными поясками, протянутыми на линии подоконников второго этажа и на уровне междуэтажного перекрытия, подчёркивающими общую горизонтальную протяжённость фасадов. Это позволяет достичь того, что по сравнению с другими объектами комплекса, здание зрительно кажется более низким. Архитектурная обработка первого этажа придаёт ему подчинённый характер. Цоколь сильно рустован. Выше него, на глади стены, в неглубоких нишах, имеющих очертание шпоровидных арок, размещены квадратные окна и входы в здание. Другие архитектурные элементы при архитектурной обработке первого этажа не используются. Фасады второго этажа более выразительны Здесь прямоугольные окна, имеющие размер 1,1 × 2,2 м, аналогично окнам первого этажа заглублены в ниши, которые оформлены в своей верхней части как трёхлепестковые арки. Для зрительного уменьшения массивности невысокого здания с редким расположением оконных проёмов и обилием гладких стен, широкие простенки превращены в ложные окна, заключённые в точно такие же арочные ниши. По фасаду, немного выше арок, проходит широкая лента фриза, состоящая из прямоугольных отступов (ниш) и рамок. Венчает здание основного корпуса незначительно выступающий карниз простейшего профиля.
Внутренние фасады, решённые с использованием приёмов, подчёркивающих их подчинённый характер, призваны подчеркнуть роль мечети в композиции комплекса. При решении внешних фасадов, выходящих в парк, где вблизи отсутствовали другие здания, архитектор был избавлен от  необходимости сопоставлять и сравнивать  их, поэтому он сконцентрировался на том, чтобы сделать фасады более приподнятыми и выразительными.

### Мечеть

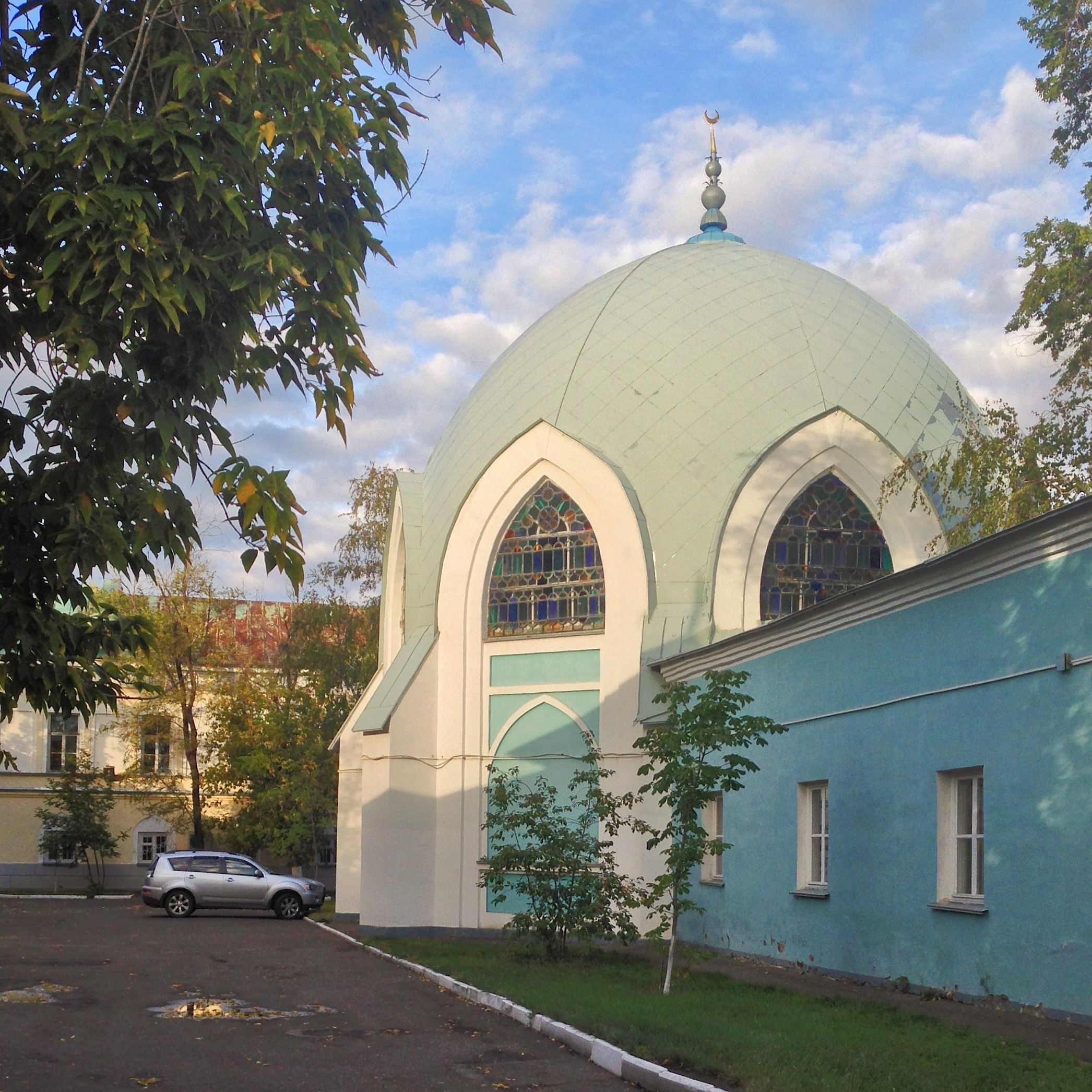
Здание мечети

Мечеть расположена в центре прямоугольного внутреннего двора основного корпуса и является центральным элементом комплекса Караван-сарая. Она представляет собой здание, имеющее в плане форму правильного восьмиугольника с поперечником 12,6 м.
Выбор восьмиугольной формы мечети вызывает дискуссию у исследователей. Так, археолог С. Е. Смирнов усматривает в ней продолжение Брюлловым традиции города Булгар золотоордынского периода, вызванных знакомством с рисунками минаретов в книге «Чертежи развалин древних Булгар, снятые с натуры архитектором А. Шмидтом в 1827 г.» изданной в 1834 году. По мнению архитектора и искусствоведа Б. Г. Калимуллина Брюллов творчески переработал «образцовый план» мечети с восьмигранным основанием 1829 года, придав ей форму тирмэ-юрты, ставившейся как жилище старейшины в центре летнего аула. Историк И. К. Загидуллин, соглашаясь с мнением Б. Г. Загидуллина, усматривает также знакомство А. П. Брюллова с нереализованным проектом «Татарского подворья» зодчего А. Н. Воронихина, разработанного для Санкт-Петербурга и хранившегося в Академии художеств.
Корпус мечети состоит из двух элементов: высоких стрельчатых арок с лёгкими заполнениями и объединяющего их купола. Композиционная схема фасадов четка и проста. Единственным мотивом архитектурного решения фасадов являются широкие архивольты, опоясывающие окна и спущенные до цоколя. Плоскости стен ниже окон разбиты по высоте на три части незначительно выступающими тянутыми филёнками.
Высота мечети от фундамента до верха купола равна 18,9 м. На вершине купола, нижняя часть которого имеет сферическую форму, а верхняя — слегка конусообразную, установлен небольшой фигурный шпиль, увенчанный полумесяцем. Опорами купола служат стрельчатые арки окон, передающие давление от купола на стены в углах здания, которые усиленны снаружи контрфорсами прямоугольного сечения, составляющими со стенами единое монолитное целое. Эти контрофорсы выглядят на фасаде как приставленные столбы, покрытые сверху кровлей в один скат.
Окна мечети прорезаны у самого основания купола и заполнены ажурными металлическими переплётами и разноцветными стёклами. Они придают оболочке купола лёгкий, невесомый характер.
Вход в мечеть размещён с северной стороны. Перед входом имеется лёгкий тамбур и прямоугольное помещение (3 × 3,5 м), предназначенное для хранения обуви посетителей.

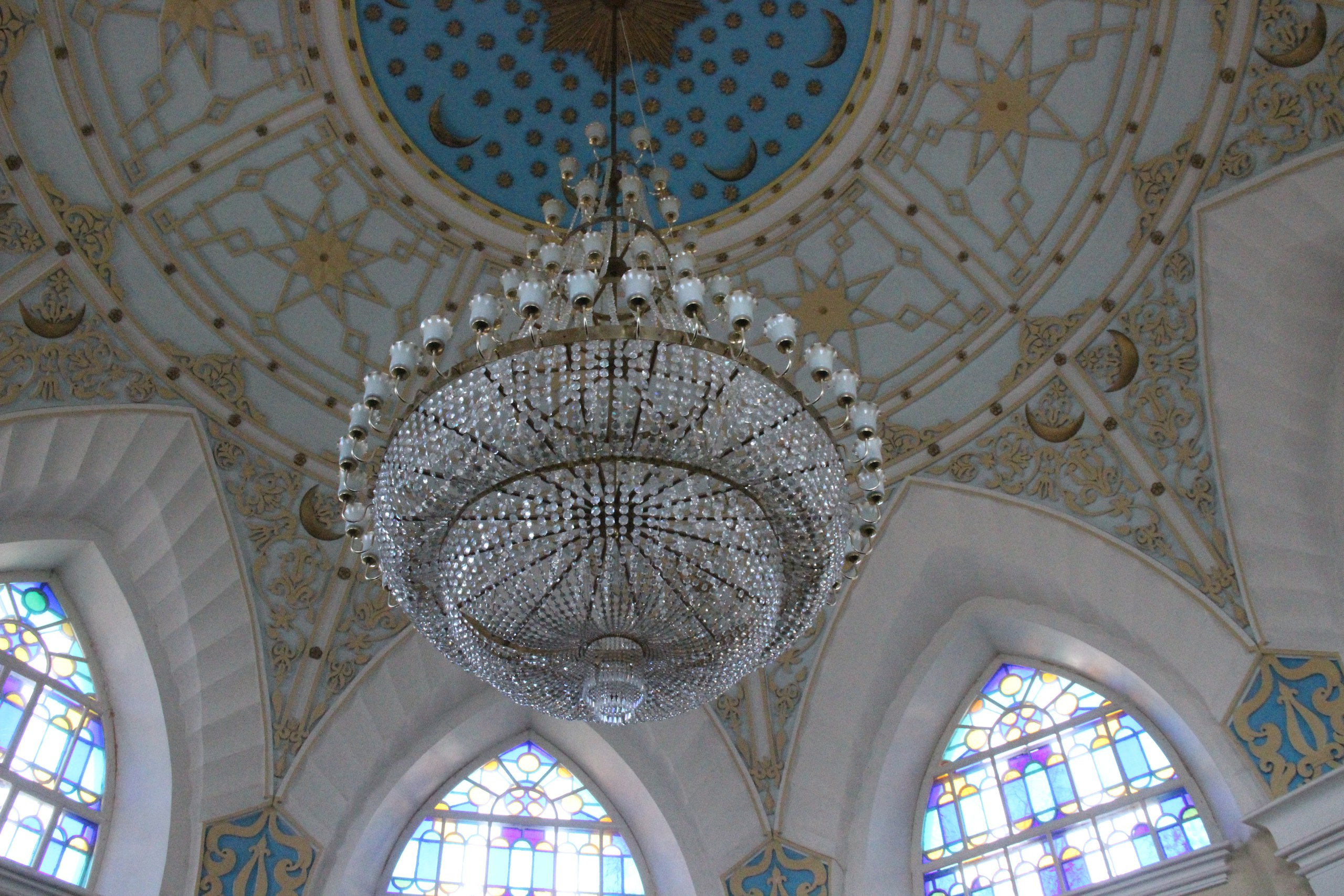
Купол мечети.

Внутреннее помещение мечети представляет собой просторный зал c гладкими, безоконными, оштукатуренными под мрамор стенами, свет в который попадает через окна, находящиеся в нижней части купола. В углах стены оформлены пилястрами, выступающими от плоскости стены на 15 см. Между пилястрами помещены таблицы с выполненными вызолоченными буквами изречениями из Корана. Над ними проходит охватывающая три стороны помещения неширокая, с точёными балясинами галерея. Не доходя до пяты арок, пилястры (шириной 70 см) завершаются карнизом, составленным из ряда прямолинейных классических обломов. На карнизе находится расширяющаяся кверху плита, дающая естественный переход от пилястры к аркам, пяты которых в месте стыка объединены попарно и выполнены в виде капителей, украшенных рельефной лепкой и старинным башкирским орнаментом. Лицевым сторонам арок придана форма неправильного пятигранника. Архивольты окон по ширине разделены на две полосы. Внутренние полосы, непосредственно опоясывающие окна, оставлены гладкими, внешние — обработаны каннелюрами.
Сфера купола разделена по высоте двумя горизонтальными линиями, идущими кольцами, на три части. Верхняя часть решена в виде неба: в центре на синем фоне расположено сияющее солнце, окружённое восемью полумесяцами и множеством шестиконечных звёзд. Средняя часть разделена на восемь равных долей идущими в радиальном направлении от оси пилястр тягами. В центре каждого из образованных таким образом полей, украшенных одинаковыми лепными узорами, размещается восьмиконечная звезда. В нижней части купола располагаются арочные окна, пол между которыми заполнены выпуклыми арабесками и сложным башкирским орнаментом. К середине купола мечети подвешена золочёная хрустальная люстра.

### Минарет

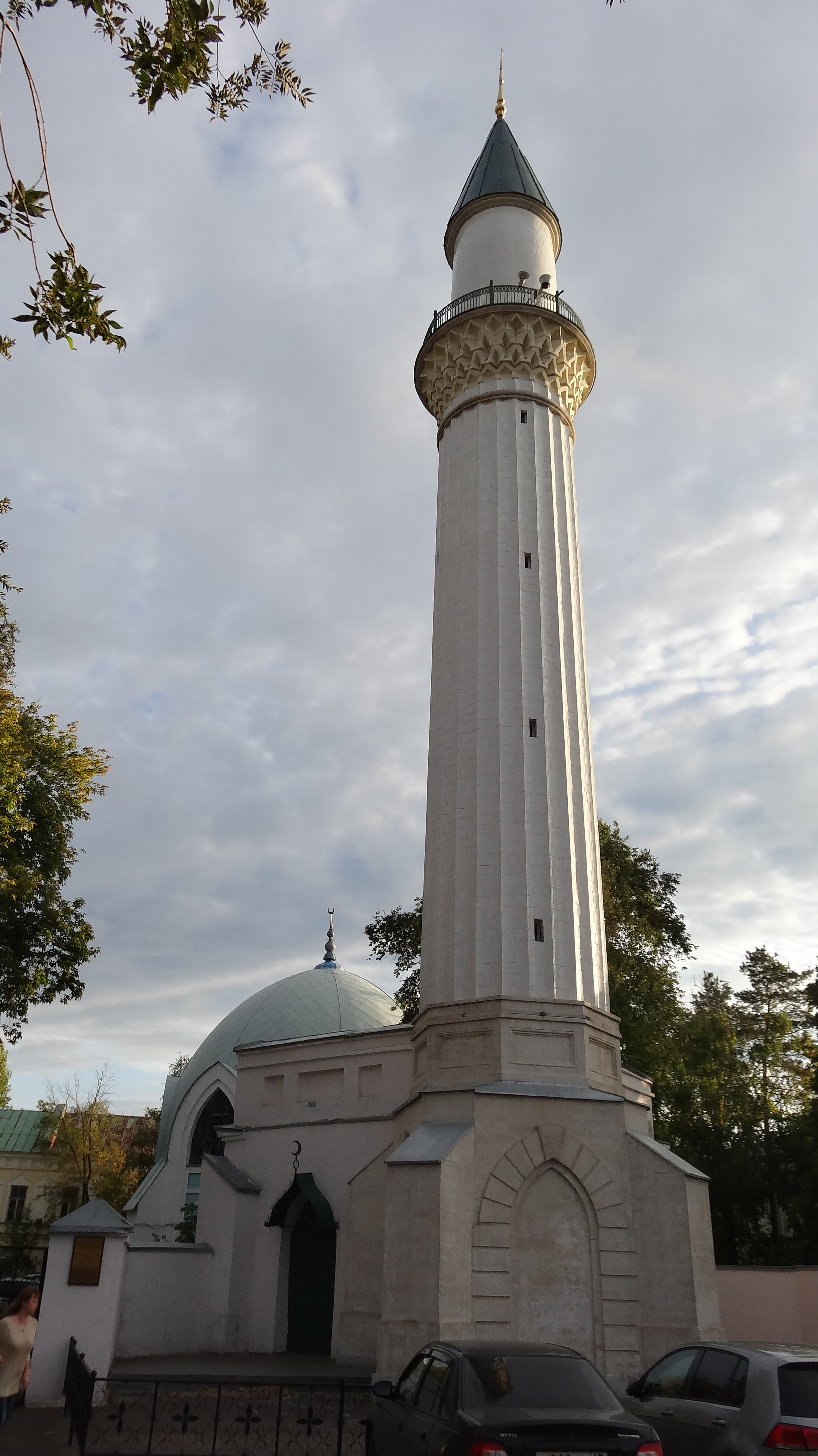
Минарет.

Минарет представляет собой высокую и стройную трёхъярусную башню высотой 38,76 м, имеющую вход с северной стороны.
Нижний ярус минарета имеет в плане по наружному абрису квадратную форму с размером сторон 3,5 × 3,5 м и трактован архитектором как пьедестал для вышележащей части. На фасадах пьедестала со всех четырёх сторон размещены незначительно отступающие ниши, обрамлённые стрельчатой аркой с выступающими клиньями и швами. По углам его кладку усиливают контрфорсы метрового сечения, скошенные в своей верхней части в виде односкатных кровель. На высоте 5,2 м квадратный план переходит в восьмигранник — квадратное подножье переходит в небольшой восьмигранный аттиковый пояс, верхняя кромка которого оформлена в виде тяги, состоящей из прямолинейных обломов. Обломы зрительно выполняют роль своеобразного обруча, стягивающего воедино отдельные грани минарета. На поверхности аттикового пояса размещаются прямоугольные лежачие нишки, подчёркивающие контраст между горизонтальным поясом и вертикальными архитектурными элементами сооружения. В целом аттиковый пояс сглаживает переход от монументального основания минарета к его многогранному стволу.
Средний ярус, составляющий основной ствол минарета, по наружному виду представляет собой многогранную (24 грани) каннелюрованную колонну с облицовкой из глазурованных изразцов белого цвета. Изгибы каннелюр при схождении образуют выступающие острые углы. Внешний диаметр колонны составляет 3,66 м, внутренний — 2,1 м. В центре колонны сложена вторая колонна, имеющая в диаметре 0,68 м. На высоте 19 м минарет украшает сталактитовый карниз. Для освещения в среднем ярусе с южной, северной, восточной и западной сторон на разных уровнях проделаны по четыре прямоугольных узеньких окна, имеющих с внутренней стороны размеры 50 × 30 см, а с наружной — 40 × 18 см.
Основной ствол минарета венчает сталактитовый карниз, имеющий не только декоративное значение, но и служащий в качестве основания для устроенной над ним галереи. Немного ниже этого карниза ствол охвачен поясом, подготавливающим переход к карнизу и составленным из двух обломов: валика и полочки. Над карнизом минарет окружён лёгкой галереей, с ограждением, выполненным из ажурной металлической решётки.
Третий ярус высотой 5,28 м начинается над сталактитовым карнизом и имеет цилиндрическую форму, завершающийся вторым, еле заметным карнизом. Поверхность яруса оштукатурена и побелена.
Минарет увенчан конусообразным остроконечным завершением, покрытым покрашенным в зелёный цвет железом, над которым поднимается высокий шпиль с вызолоченным полумесяцем.
Стены пьедестала сложены из точно отёсанных каменных блоков песчаника правильной формы с мягким сероватым оттенком. Стены толщиной 0,78 м и внутренняя колонна сложены из отборных красных кирпичей. Местами в кладке (через два, три и большее число рядов) сделаны специальные каменные пояса, состоящие из одного ряда точно отёсанных блоков, скреплённых между собой железными связями.
Для подъёма внутри минарета служит лестница, вьющаяся вокруг осевой колонны, каменные ступени которой одним концом заделаны в кладку внутренней колонны, а другим — в специальные борозды в наружной стене. Она ведёт до галереи, охватывающей минарет на высоте 24,3 м. Здесь внутренняя колонна меняет своё круглое сечение и переходит в квадратный столб, служащий опорой для верхнего покрытия минарета.
Ранее минарет Караван-сарая являлся самостоятельным сооружением, в настоящее время соединён с помещением мечети.

## Парк Караван-сарая
Раньше Караван-сарай со всех сторон был окружён пейзажным парком, создание которого было задумано одновременно с проектированием и строительством зданий и осуществлялось в начале 50-х годов XIX векa. Площадь парка превышала 5 га. В настоящее время Караван-сарай окружён парком лишь с трёх сторон, с южной стороны проходит улица (Парковый проспект), расчленившая парк на две части. Отделённая часть парка подвергнута перепланировке.
Создание парка в условиях резкого оренбургского климата потребовало огромных усилий. В парке высажены как деревья (сосна, ель, уральская лиственница, дуб, вяз, остролистный клён, карагач, липа) так и кустарники (сирень, крушина, акация, жимолость и др.). Весь посадочный материал для парка был взят из лесов Стерлитамакского уезда и других мест Башкирии. Многолетние деревья в громадных кадках доставлялись в Оренбург за сто и более километров.